# SkyTrain de Düsseldorf
Le Sky-Train est un monorail suspendu de type SIPEM ou "H-Bahn" qui relie les différentes aérogares de l'aéroport international de Düsseldorf à la gare Düsseldorf Flughafen. Il a été mis en service le 1er juillet 2002.
Les travaux de construction ont commencé en novembre 1996. Le réseau fut ouvert en deux temps : tout d'abord de la gare jusqu'au terminal A/B puis un an et demi plus tard, 250 mètres de voies supplémentaires furent construits en même temps que le terminal C.
Le Sky-Train fonctionne de 3 h 45 du matin jusqu'à 0 h 45 et relie les trois terminaux et le parking no 4 à la gare Düsseldorf Flughafen où passent environ 350 trains (ICE, Regional-Express, S-Bahn) par jour. Le parcours des 2,5 km s'effectue à 10 mètres de hauteur et prend en tout environ cinq minutes à la vitesse maximale de 50 km/h. Avec 5 trains en fonction, le Sky-Train a une capacité de 2 000 personnes avec leurs bagages par heure.